# Den danske Liga Cup
|  | Denne artikel eller sektion om sport er forældet eller ikke opdateret. Se artiklens diskussionsside eller historik. |

Liga Cuppen var en fodboldturnering. Den er blevet spillet én gang i 1996 under navnet Spar Cup med supermarkedskæden Spar som sponsor og siden i 2005 og 2006 under navnet Tele2 Liga Cup. I 2005 var Liga Cuppen afløser for Super Cuppen og blev afviklet ved at nummer 1, 2 og 3 fra Superligaen mødte hinanden i en finaleturnering. Man spillede 45 minutter mod hinanden.

## Vindere
| År   | Vinder         | Andenpladsen   | Venue           |
| ---- | -------------- | -------------- | --------------- |
| 1996 | F.C. København | OB             | Parken          |
| 2005 | Brøndby IF     | FC Midtjylland | Brøndby Stadion |
| 2006 | Brøndby IF     | F.C. København | Farum Park      |

## Spar Cup 1996
| 3. maj 1996 Finale |

| FC København | 4 - 0 | OB                                                                    |
| ------------ | ----- | --------------------------------------------------------------------- |
|              |       | Christian Lønstrup 28' · Iørn Uldbjerg 68' · Carsten Hallum 76' 87' · |

| Parken, København Tilskuere: 4.284 |

## Tele2 Liga Cup 2005

### Finalerunde
Alle kampe blev spillet samme dag. Kampenes varighed var 45 minutter.
| Hold           | K | V | U | T | MF | MI | MF | P |
| -------------- | - | - | - | - | -- | -- | -- | - |
| Brøndby IF     | 2 | 1 | 1 | 0 | 3  | 2  | +1 | 4 |
| FC Midtjylland | 2 | 1 | 0 | 1 | 4  | 3  | +1 | 3 |
| FC København   | 2 | 0 | 1 | 1 | 2  | 4  | –2 | 1 |

| 13. juli 2005 |

| FC Midtjylland                                                    | 3 – 1 | FC København        |
| ----------------------------------------------------------------- | ----- | ------------------- |
| Frank Kristensen 12' · Mikkel Thygesen 28' · Frank Kristensen 34' |       | Alvaro Santos 17' · |

| Brøndby Stadion, København Tilskuere: 5.683 |

| 13. juli 2005 |

| Brøndby IF                             | 2 – 1 | FC Midtjylland         |
| -------------------------------------- | ----- | ---------------------- |
| Kasper Lorentzen 3' · Jonas Kamper 10' |       | Frank Kristensen 43' · |

| Brøndby Stadion, København Tilskuere: 5.683 |

| 13. juli 2005 |

| Brøndby IF         | 1 – 1 | FC København         |
| ------------------ | ----- | -------------------- |
| Mads Jørgensen 29' |       | Marcus Allbäck 31' · |

| Brøndby Stadion, København Tilskuere: 5.683 |

## Tele2 Liga Cup 2006

### Finalerunde
Alle kampe blev spillet samme dag. Kampenes varighed var 45 minutter.
| Hold         | K | V | U | T | MF | MI | MF | P |
| ------------ | - | - | - | - | -- | -- | -- | - |
| Brøndby IF   | 2 | 1 | 1 | 0 | 2  | 1  | +1 | 4 |
| FC København | 2 | 1 | 0 | 1 | 2  | 2  | 0  | 3 |
| Viborg FF    | 2 | 0 | 1 | 1 | 2  | 3  | –1 | 1 |

| 16. juli 2006 |

| Brøndby IF                 | 1 – 1 | Viborg FF          |
| -------------------------- | ----- | ------------------ |
| Mads Jørgensen 26' (strf.) |       | Jacob Olesen 19' · |

| Farum Park, Farum Tilskuere: 1.137 |

| 16. juli 2006 |

| Viborg FF        | 1 – 2 | FC København                                    |
| ---------------- | ----- | ----------------------------------------------- |
| Paul Obiefule 5' |       | Michael Silberbauer 36' · Jesper Grønkjær 44' · |

| Farum Park, Farum Tilskuere: 1.137 |

| 16. juli 2006 |

| FC København | 0 – 1 | Brøndby IF                      |
| ------------ | ----- | ------------------------------- |
|              |       | Morten "Duncan" Rasmussen 40' · |

| Farum Park, Farum Tilskuere: 1.137 |